# Neboissia lata
Neboissia lata är en stekelart som beskrevs av Boucek 1988. Neboissia lata ingår i släktet Neboissia och familjen puppglanssteklar. Inga underarter finns listade i Catalogue of Life.